# Zanobatus schoenleinii
Zanobatus schoenleinii és un peix de la família dels rinobàtids i de l'ordre dels rajiformes.

## Morfologia
Pot arribar als 100 cm de llargària total.

## Alimentació
Menja mol·luscs i altres invertebrats bentònics.

## Distribució geogràfica
Es troba a les costes centrals de l'Atlàntic oriental (des del Marroc fins a Guinea).